# 斯拉布城
斯拉布城（英語：Slab City）是位於美國加利福尼亞州因皮里爾縣的一個非建制地區。該地的面積和人口皆未知。

## 地理
斯拉布城的座標為33°15′32″N 115°27′59″W / 33.25889°N 115.46639°W，而該地的平均海拔高度為-44米（即-144英尺）。